# Bombylius suffusa
Bombylius suffusa är en tvåvingeart som beskrevs av Walker 1849. Bombylius suffusa ingår i släktet Bombylius och familjen svävflugor.
Artens utbredningsområde är Sierra Leone. Inga underarter finns listade i Catalogue of Life.